# 민영돈
민영돈(閔泳敦, 1863년 ~ 1919년)은 조선 후기의 관료이자 대한제국의 외교관이다. 본관은 여흥이다.

## 생애
1863년 음력 02월에 태어나 1886년에 문과에 급제하였다. 1887년 4월에 한림(翰林)을 거쳐 6월에 시강원 설서(侍講院說書)에 임명되었다. 1891년에 성균관 대사성, 1893년에 동래부윤에 임명되었다. 1901년에 특명전권공사로 임명되어 영국과 이탈리아에 주재하였다.
1907년 3월 12일에 영친왕부인에 대한 초간택이 이루어졌고, 간택 대상자 7인의 명단에는 없었지만 여흥 민씨 일문의 위상을 고려하여 민영돈의 딸 민갑완이 황태자비로 선발되었다. 황태자 이은이 일본 유학을 떠난 이후 약혼반지를 전달 받았으나 결국 파혼을 당하여 민갑완은 상하이로 망명을 떠났으며 평생 수절하였다.

## 가족 관계
- 양고조부 : 민백준(閔百準)
  - 양증조부 : 민용현(閔龍顯)
    - 양조부 : 민치서(閔致序)
      - 양아버지 : 민석호(閔奭鎬, 1837-1860)
      - 양어머니 : 정부인 전의 이씨(貞夫人 全義李氏, 1836-1918)
      - 친아버지 : 민건호(閔建鎬, 1845-1909)
      - 친어머니 : 숙부인 보성 오씨(淑夫人 寶城吳氏, 1841-1869)
        - 부인 : 증 정부인 의령 남씨(贈 貞夫人 宜寧南氏, 1863-1890), 남정붕(南廷鵬)의 딸
          - 장녀 : 여흥 민씨, 이응구(李應九, 우봉 이씨)의 부인

        - 부인 : 정부인 전주 이씨 (貞夫人 全州李氏, 1870-1928.10.22(09.09)), 본명(本名)은 이기돈(李起敦). 대한민국 부총리를 지낸 이헌재의 아버지 이강하의 고종사촌 누나가 됨
          - 장남 : 민천식(閔千植, 1906-1968.02.05)
          - 맏며느리 : 윤정순(尹丁順, 1917-1996.07.15), 파평 윤씨, 윤상철(尹相喆)의 딸
            - 장손 : 민병휘(閔丙輝, 1941-)
            - 손부 : 박무선(1947-), 밀양 박씨
              - 장증손：민상기(閔尚基, 1973-)
              - 증손：민성기(閔成基, 1976-)
              - 증손녀：민영선(閔永善, 1972.02.22~2015.03.27)

            - 손자 : 민병욱(閔丙頊, 1947.04.25~1998.03.14-)
            - 손부 : 동래 정씨(1955-)
              - 증손：민정기(閔正基, 1976-)
              - 증손녀：민영주(閔永珠, 1980-)

            - 손녀 : 민병순(閔丙順, 1936-1984)

          - 차남 : 민만식(閔萬植, 1909-1935)
          - 2녀 : 숙부인 여흥 민씨(淑夫人 驪興閔氏, 1892-1911), 윤정섭(尹正燮)의 부인, 윤덕영의 맏며느리
          - 3녀 : 민갑완(閔甲完, 1897-1968)
          - 4녀 : 민만순(閔萬順, 1911.05.22~2000.01.23) 김익한(金翼漢, 신 안동 김씨)의 부인

## 같이 보기
- 민갑완